# Pilgrimsfalk
Pilgrimsfalk (Falco peregrinus) är en stor och kraftfull falk med distinkt teckning i svart/grått och vitt. Ryggen är mörk och undersidan är ljus, med tät grå vattring. Ansiktsmasken är skarp med tydlig falkmustasch. Kroppslängden är 40–50 cm, vingspannet 80–110 cm (hanen de mindre värdena, honan de större). Hanen är således ungefär stor som en ringduva, honan något större än en kråka. En störtdykande pilgrimsfalk kan komma upp i en hastighet av 320 km/h eller mer, vilket gör att den brukar betecknas som världens snabbaste djur.

## Taxonomi och utbredning

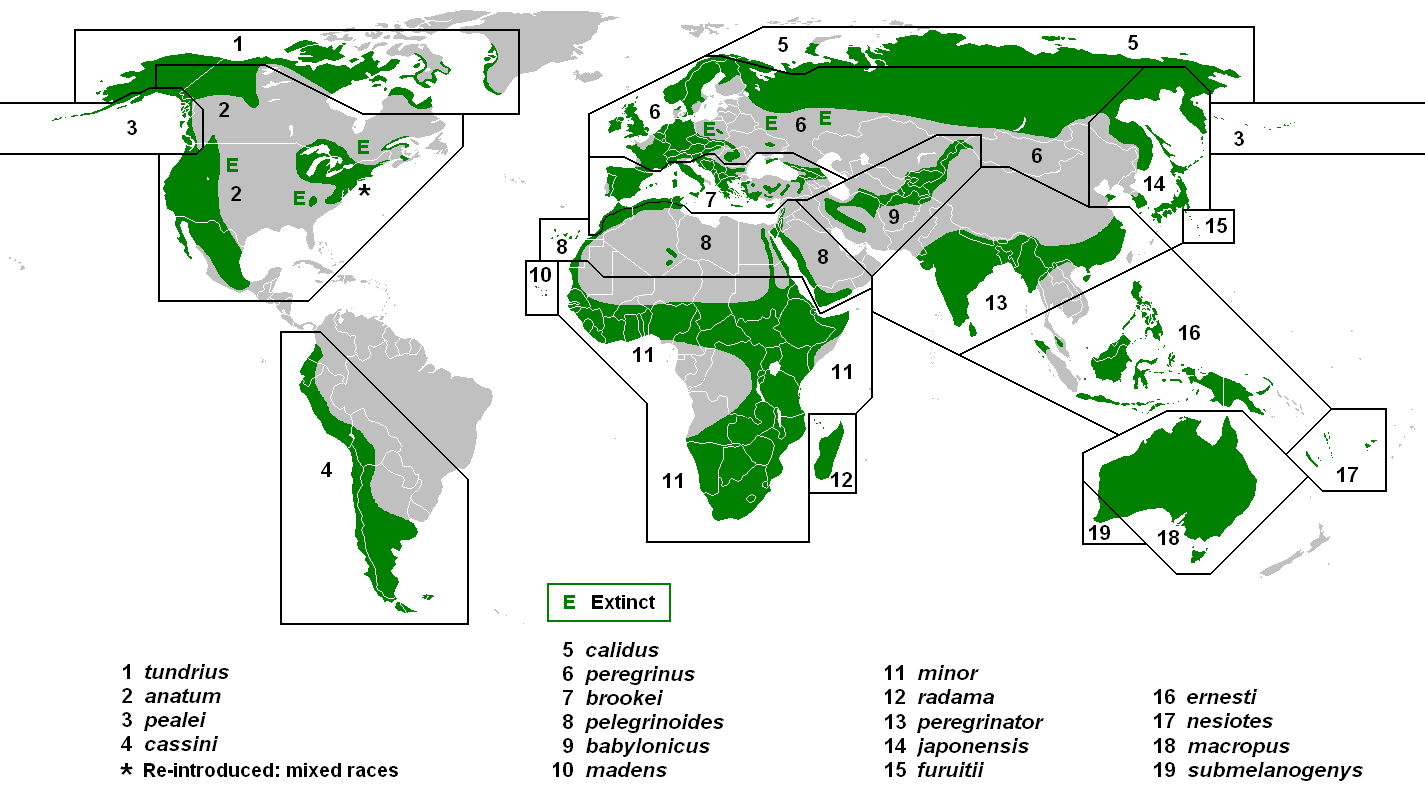
Underarternas utbredningsområden enligt Handbook of the Birds of the World.

Pilgrimsfalken har en cirkumpolär utbredning och förekommer på alla kontinenter utom Antarktis. Merparten av de nordliga populationerna är flyttfåglar medan de sydliga är stannfåglar. 

### Underarter
Pilgrimsfalken har delats upp i en mängd underarter. Clements et al. 2022 delar in den i 19 underarter fördelade i femton grupper. Här betraktas berberfalken som underart till pilgrimsfalk, vilket allt oftare sker. 
- Falco peregrinus anatum – förekommer från Nordamerika, söder om tundran, till norra Mexiko.
- calidus-gruppen
  - Falco peregrinus tundrius – förekommer på arktisk tundra i Nordamerika, från Alaska till Grönland.
  - Falco peregrinus calidus – förekommer på tundra i Eurasien, från norra Skandinavien till nordöstra Sibirien.
- Falco peregrinus pealei – förekommer i kustområden i västra Nordamerika, från Aleuterna till Washington.
- Falco peregrinus cassini – förekommer i västra Sydamerika, från Ecuador till Eldslandet och Falklandsöarna.
- peregrinus-gruppen
  - Falco peregrinus japonensis – förekommer från nordöstra Siberien till Kamtjatka och Japan.
  - Falco peregrinus furuitii – förekommer på Vulkanöarna och Ogasawaraöarna
  - vanlig pilgrimsfalk[6] Falco peregrinus peregrinus – förekommer i norra Eurasien söder om tundran
- Falco peregrinus brookei – förekommer runt om Medelhavet och österut till Kaukasus.
- Falco peregrinus pelegrinoides – förekommer i Kanarieöarna samt lokalt från norra Afrika (Marocko) till västra Iran; urskiljs ibland som den egna arten berberfalk
- Falco peregrinus madens – förekommer på Kap Verde
- Falco peregrinus babylonicus – förekommer från östra Iran till Mongoliet
- Falco peregrinus minor – förekommer i Marocko och Mauretanien och i Afrika söder om Sahara
- Falco peregrinus radama – förekommer på Madagaskar och i Komorerna
- Falco peregrinus peregrinator – förekommer från Pakistan, Indien och Sri Lanka till sydöstra Kina
- ernesti-gruppen
  - Falco peregrinus ernesti – förekommer på Malackahalvön, i Filippinerna, på Stora Sundaöarna, i Nya Guinea och i Bismarckarkipelagen; populationen i Salomonöarna är troligen även denna underart
  - Falco peregrinus nesiotes – förekommer i Vanuatu och Nya Kaledonien
- Falco peregrinus macropus – förekommer i Australien, förutom i de sydvästra delarna.
- Falco peregrinus submelanogenys – förekommer i sydvästra Australien

Vissa behandlar submelanogenys som en underart till macropus.

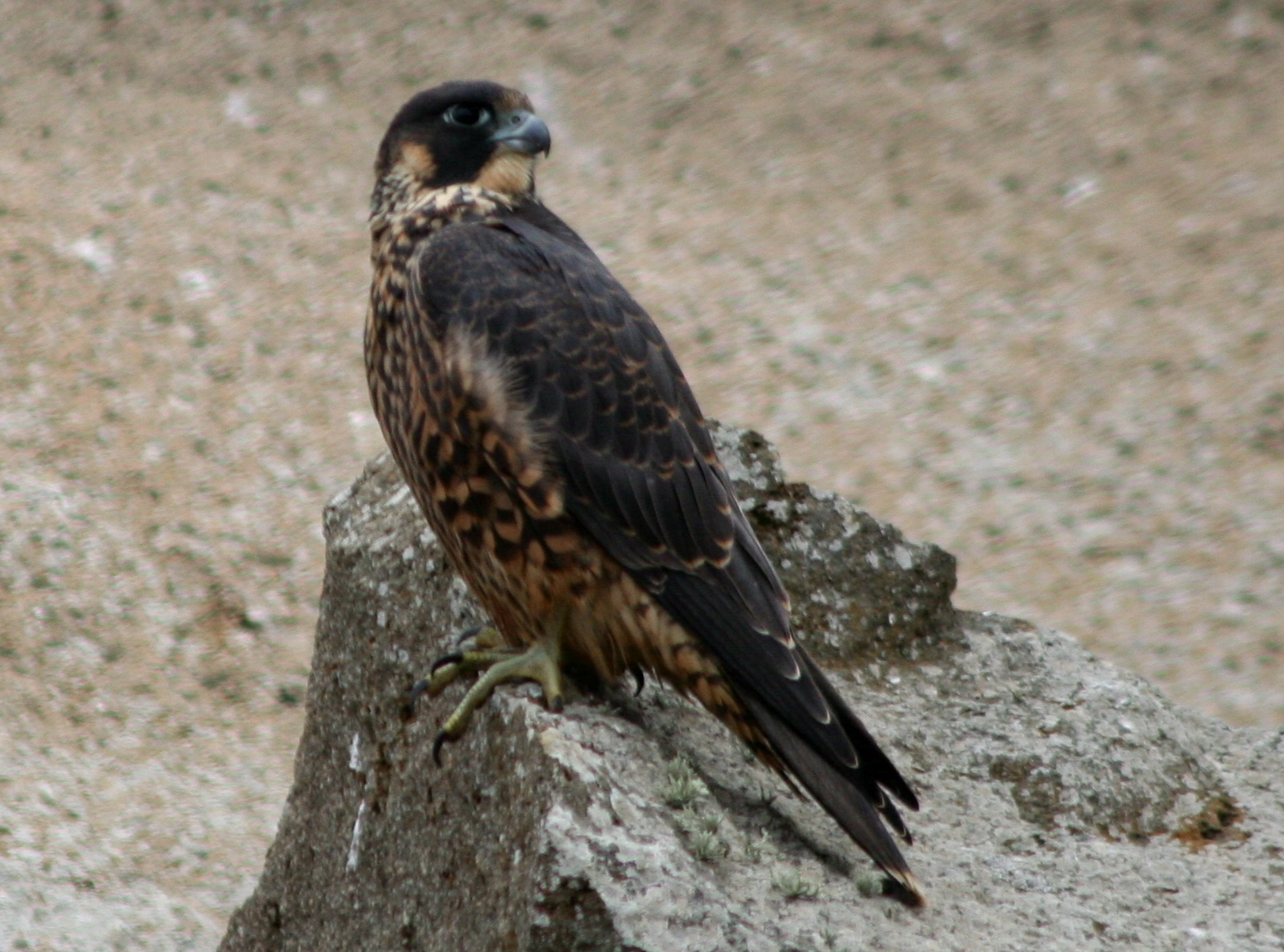
F. p. anatum.
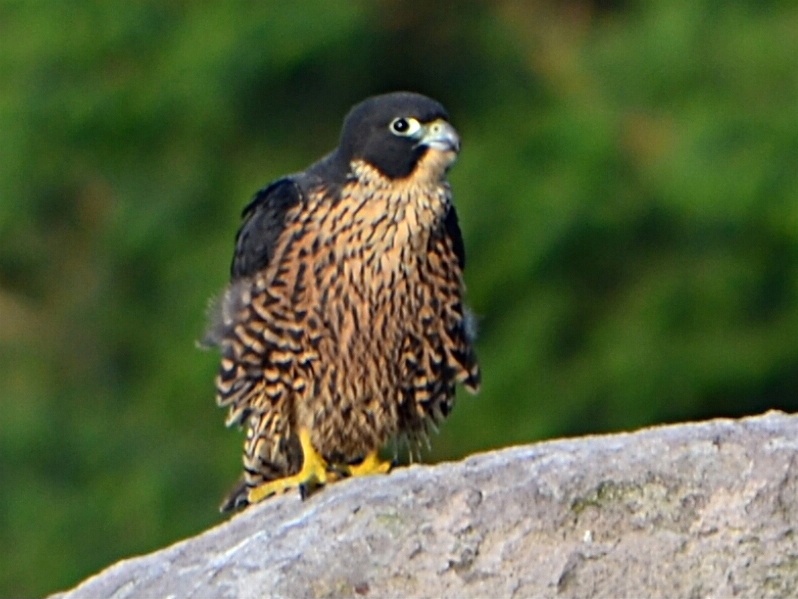
F. p. ernesti.
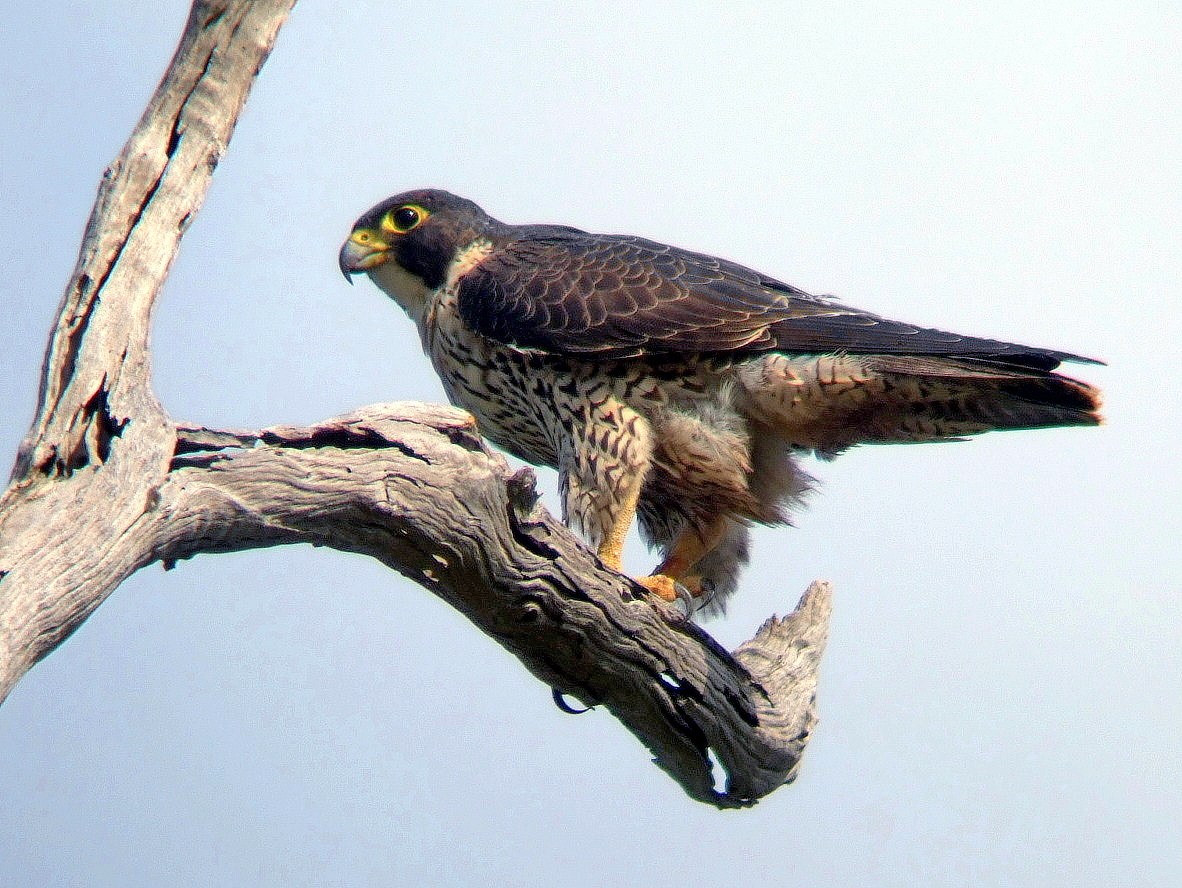
F. p. macropus.
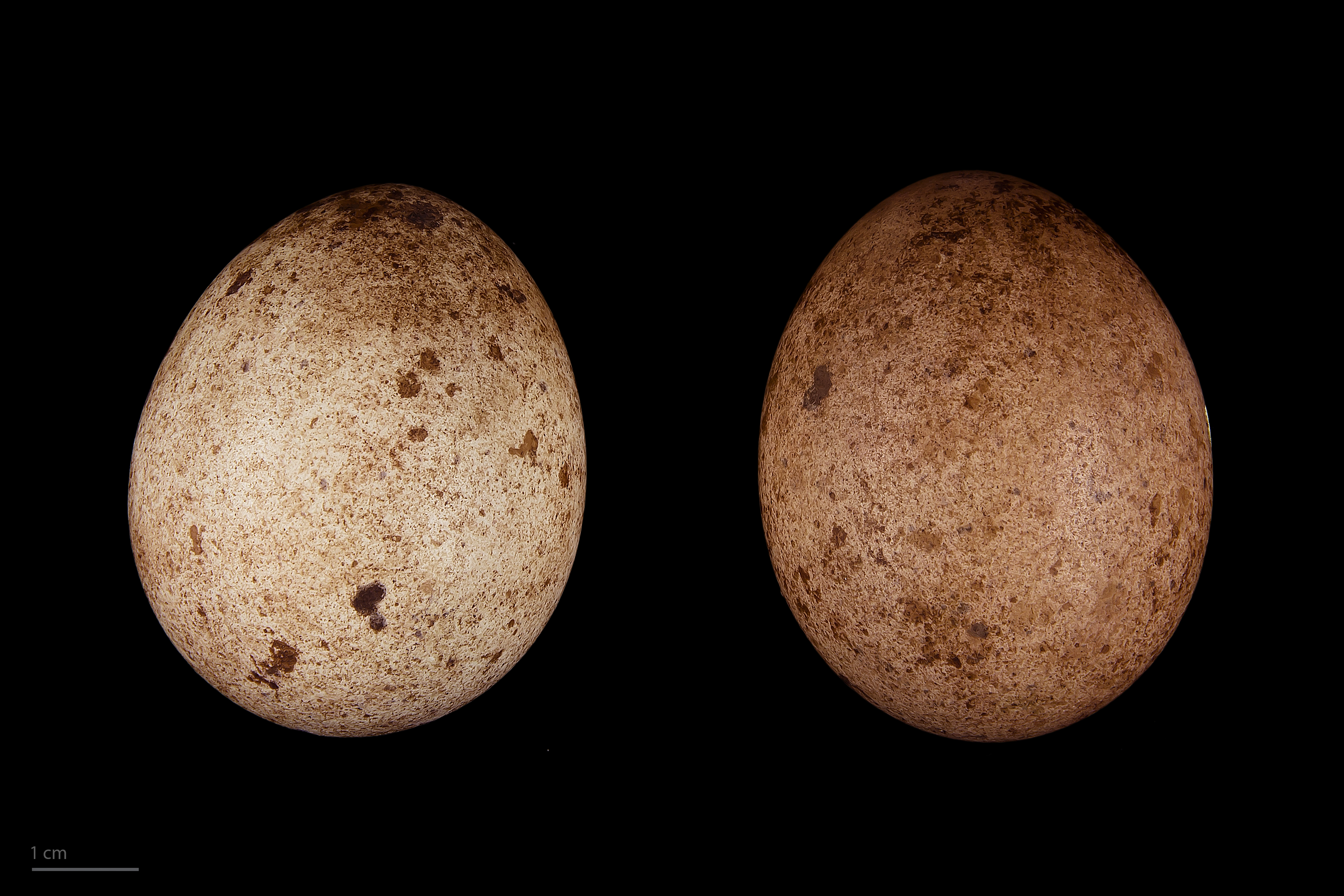
Museum specimen
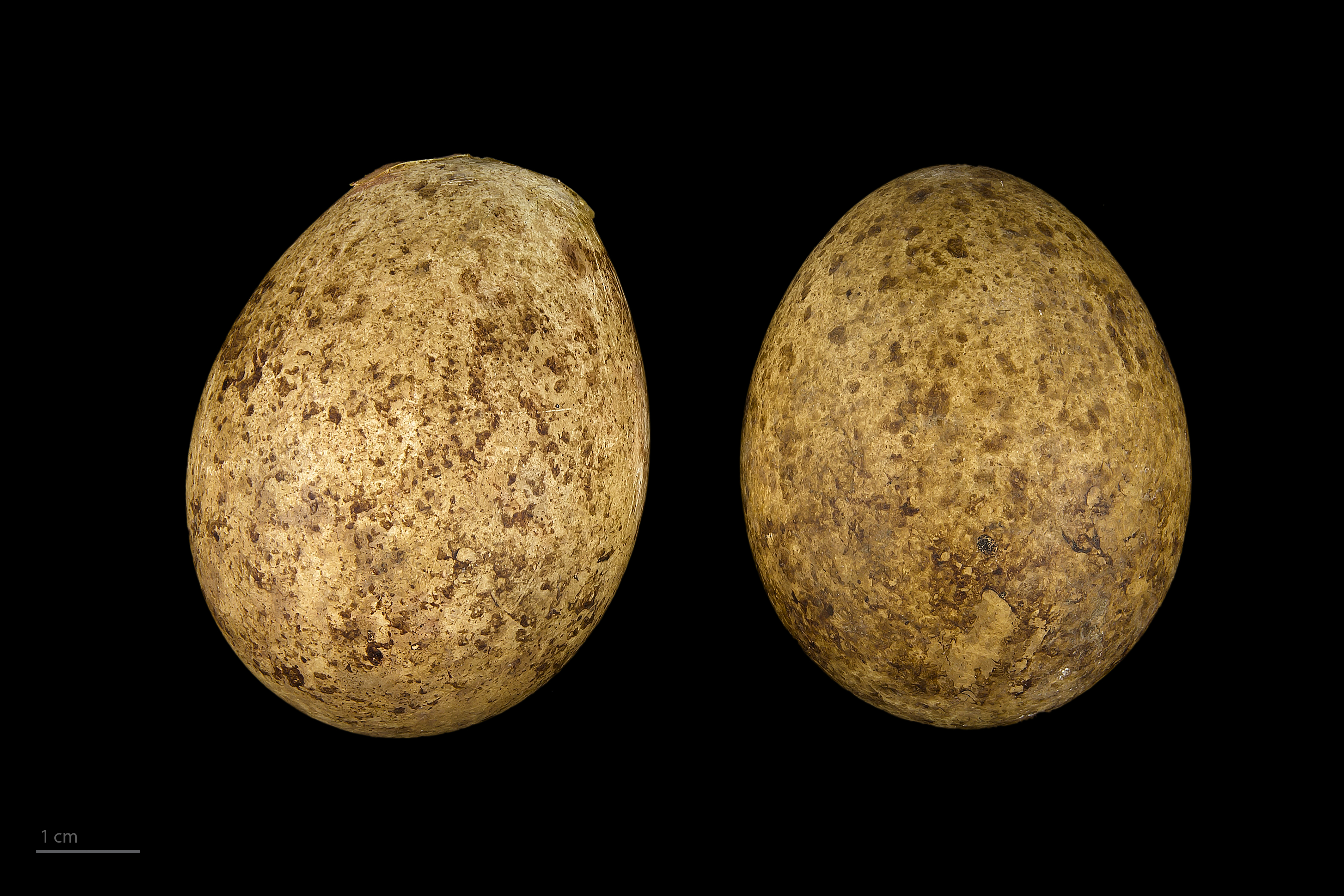
ssp. madens - Museum specimen

## Utseende
Pilgrimsfalken av nominatformen mäter 34–58 cm och har ett vingspann på ungefär 80–120 cm. Könen har en liknande teckning, men likt många andra rovfåglar är honan tydligt större än hanen, upp till 30 procent. Hanar väger 440–750 gram och honor 910–1500 gram.
Underarterna skiljer sig både i storlek och i teckning. Ryggen och ovansidan på de långa spetsiga vingarna hos adulta individer är blåsvarta till skiffergrå med otydlig mörkare vattring. Den vita till roströda undersidan är mörkt tvärvattrad med tunna tvärgående linjer i mörkt brunt till svart. Stjärten, som är medellång, smal och med avrundad bakkant är på ovansidan färgad som ryggen men med tydligare och ljusare tvärgående band och med ett vitt ändband. Hjässan och dess "mustasch" är svart och kontrasterar mot de ljusa huvudsidorna och vita strupen. Vaxhuden vid näbbroten är gul, liksom dess fötter. Näbben varierar från grå med mörkare näbbspets till nästan helsvart. Klorna är svarta. Den juvenila fågeln är mycket brunare med streckad, snarare än vattrad, undersida, och har en ljusblå vaxhud.

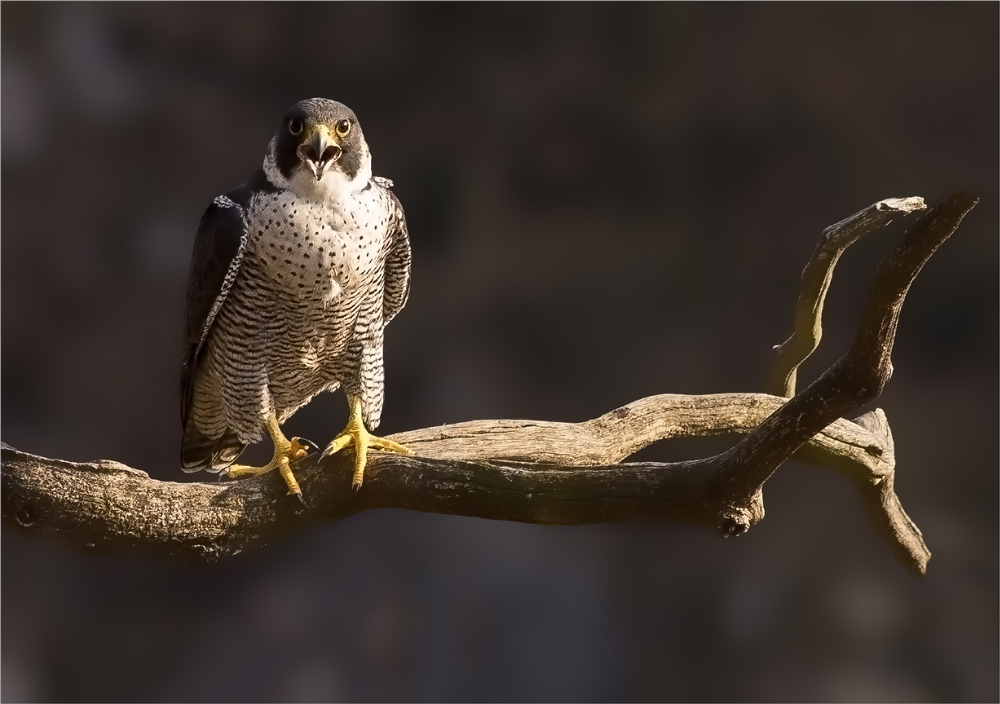
F. p. perigrinus
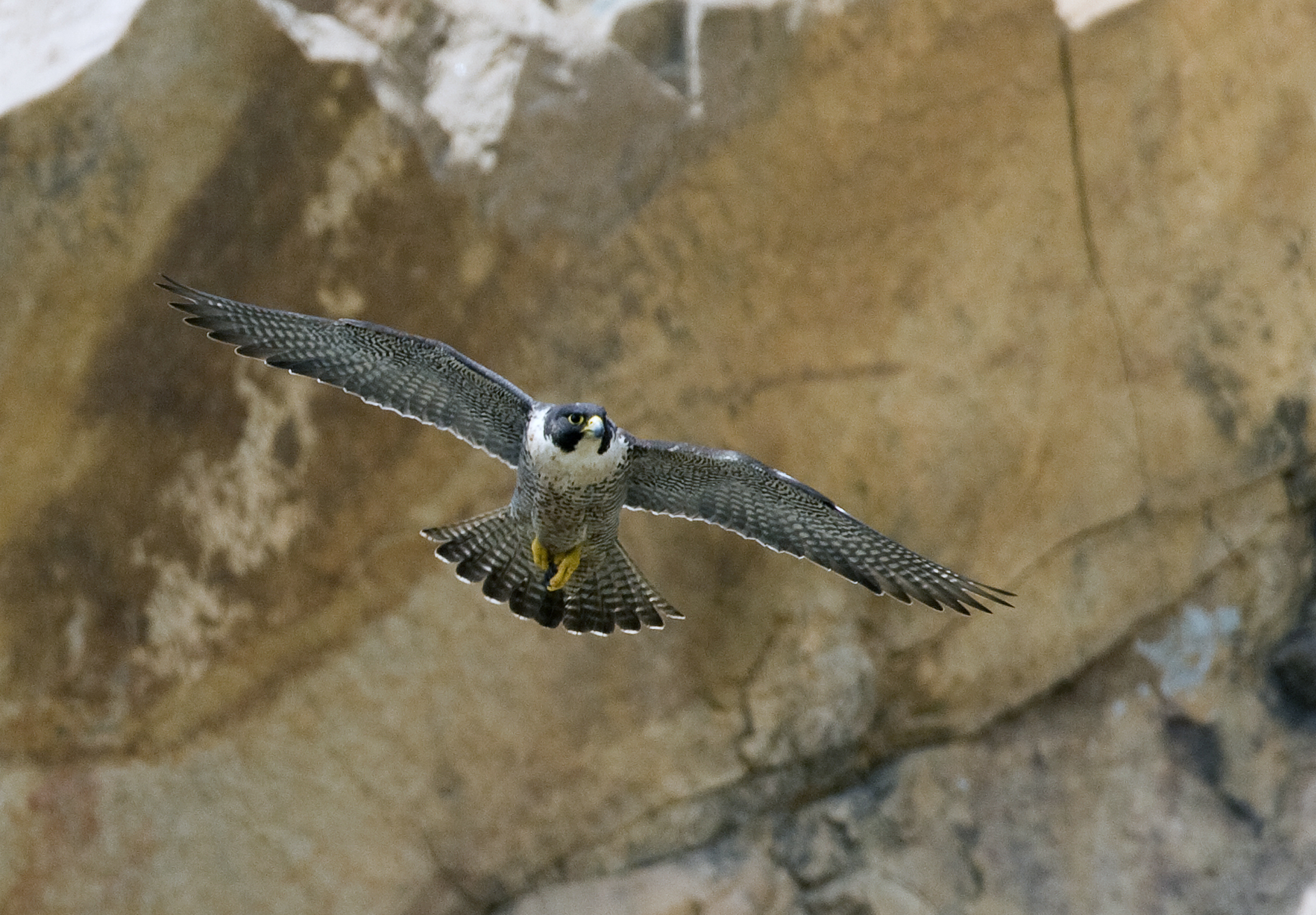
F. p. anatum

## Ekologi

### Biotop
Pilgrimsfalken häckar på klipphyllor eller i branter. Stup om minst 10 och upp till 100 meters höjd föredras, helst ska stupet ha vatten nedanför. Boet är ofta ett övergivet bo av korp eller mindre ofta kungsörn, annars direkt på klippan eller i träd i övergivna bon efter exempelvis kungsörn eller fjällvråk. De som inte får revir med lämpliga stup häckar ibland på marken eller i låga träd på myrar, men forskning har visat att dessa par lyckas sämre med uppfödningen av ungar på grund av sämre födotillgång.
I vissa amerikanska storstäder häckar pilgrimsfalken på skyskrapor som en ersättning för klipphyllor och branter, och de jagar stadsduvor och andra stadslevande djur. Fågeln kan även använda högt belägna platser i (övergivna) industrier som häckningsplats. I dessa fall uppvisar pilgrimsfalken en förvånande tålighet mot människans närvaro. 
Pilgrimsfalkar tillbringar ofta vintrar i fiskelägen och hamnstäder, där de jagar måsar, kajor och duvor.

### Föda

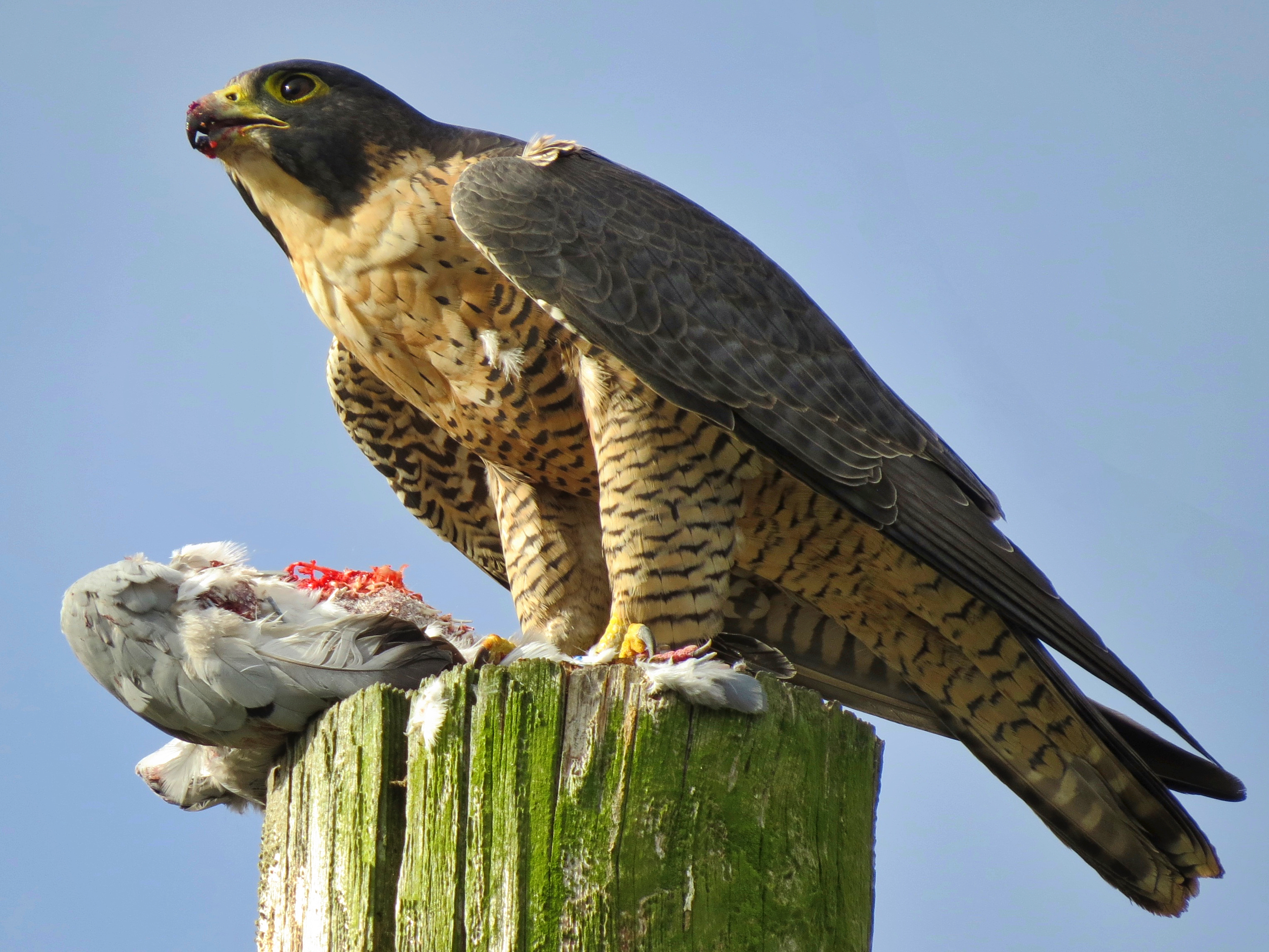
Med slaget byte.

Pilgrimsfalken är muskulös och en aggressiv flygare som slår sitt byte, nästan uteslutande fåglar i duvstorlek, i störtdykningar om över 200 km/h. Vad gäller maxhastigheten har olika studier pekat på olika resultat från 320 km/h till hastigheter på över 380 km/h. Dessa hastigheter gör att pilgrimsfalken sedan länge benämns som världens snabbaste djur men några faktiska vetenskapliga studier som prövat detta finns inte. I boken The Gyrfalcon hävdar Eugene Potapov och Richard Sale istället att jaktfalken kan vara snabbare. Vid normal flykt håller fågeln 90-110 km/h. 
Pilgrimsfalken använder sin hastighet och tyngd för att döda fåglar i luften genom att "krocka" ihjäl bytet. Under idealiska förhållanden kan en pilgrimsfalk urskilja en fågel av duvstorlek på ett avstånd av mer än 8 km. Skrattmås, duva, stare och trastar utgör tillsammans nästan 75% av bytena i vissa populationer. I andra områden kan vadare vara huvudbyte. Inte ens under lämmelår går pilgrimsfalken gärna över till gnagare, men jorduggla kan bli ett viktigt byte när dess antal stiger som följd av bytestillgången. Honans större storlek gör att hon genomgående kan slå något större byten än hanen.

### Naturliga hoten
De största naturliga hoten mot häckande pilgrimsfalkar är mård, räv och berguv. Nyss utflugna ungar tas ibland av andra större rovfåglar som duvhök. Jaktfalk tränger undan pilgrimsfalk när de finns i samma område. Berguv konkurrerar med pilgrimsfalken om häckningsplatser och är också en fara för ungarna.

## Pilgrimsfalken och människan

### Status och hot

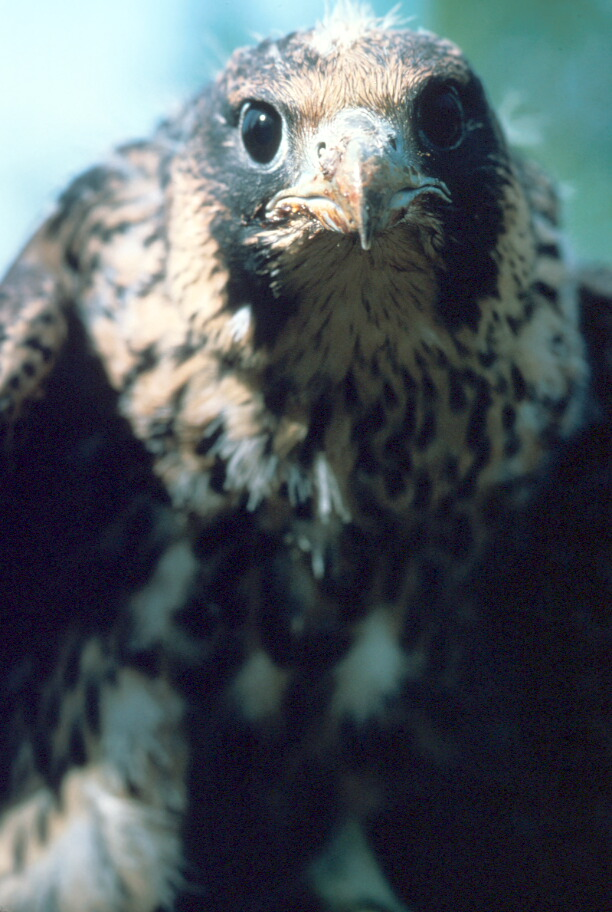
En juvenil pilgrimsfalk

Till skillnad från jaktfalken som är föremål för omfattande boplundring så utgörs de främsta hoten mot pilgrimsfalken av miljögifter, biotopförstöring av sekundära häckningsområden, som myrar som hotas av torvbrytning, och störningar vid häckning.
Den globala populationen är mycket stor och bedöms inte vara hotad, varför den kategoriseras som livskraftig (LC) av IUCN. Lokalt är den dock hotad efter att nästan ha varit utdöd, exempelvis i centrala och östra Europa, och i Skandinavien. I Sverige är den upptagen på Röda listan som nära hotad (NT).

#### Populationsnedgången under 1900-talet
I Europa var pilgrimsfalken allvarligt hotad från 1950-talet och fram till 1990-talet. Det största hotet kom från miljögiftet DDT, och andra liknande bekämpningsmedel, som användes inom jordbruk och skogsbruk. Det allvarligaste problemet var att häckande fåglar ruvade sönder sina ägg eftersom äggens skal blev mycket tunt som en följd av giftansamlingen i föräldrarna.

##### Central- och Östeuropa
Den trädhäckande populationen i centrala och östra Europa minskade från 4000 par till att nästan vara utdöd. Ett bevarandeprogram lyckades rädda 20 par i Tyskland och Polen och utifrån dessa har populationen börjat återhämta sig men det krävs fortfarande stora insatser för att denna population helt ska återhämta sig i Tyskland, Polen, Ryssland, Belarus och Baltikum.

##### Skandinavien
Den svenska populationen på över 1 000 par krympte vid mitten av 1900-talet och bestod 1965 av bara 35 häckande par, och omkring 15 par i mitten av 1970-talet. 1976 överlevde inte en enda unge. Ett intensivt projekt inleddes av Naturskyddsföreningen, med avel, uppfödning och utsättning av ungar under namnet Projekt Pilgrimsfalk. Projektet var lyckosamt och i och med lägre giftansamlingar i de adulta falkarna återhämtade sig populationen långsamt. 2002 bestod landets södra population, det vill säga i Skåne, Halland, Bohuslän, Dalsland, Östergötland och Gotland, av minst 39 häckande par. Norrbotten har den starkaste stammen, och några par finns i Västerbotten och Dalarna. 2020 uppskattades beståndet i Sverige uppgå till mellan 1 000 och 1 240 häckande individer, med häckningar i samtliga län i Götaland, i fem län i Svealand samt i samtliga Norrlandslän.
Norge och Finland har något starkare stammar än Sverige, men har genomgått samma kris. I Danmark var pilgrimsfalken helt försvunnen, men enstaka par har nu återvänt. Ökningen i stammarna ligger nu omkring 10-20 % årligen. Den stora arbetsinsats som krävts för att rädda den svenska pilgrimsstammen har i huvudsak varit frivillig.

### Namn
Både dess vetenskapliga artepitet peregrinus och trivialnamnet pilgrimsfalk refererar till artens kringströvande levnadssätt som liknas vid pilgrimens. Äldre namn är vandringsfalk, mindre jaktfalk, vanlig jaktfalk och slaghök. I Blekinge har den dialektalt kallats valhök och i norra Bohuslän för vindfock.

### Pilgrimsfalken i kulturen
Pilgrimsfalken är Hallands landskapsfågel och förekommer även i Naturskyddsföreningens logotyp.
Fågelns höga hastighet har låtit den ge namn till supersportmotorcykeln Suzuki Hayabusa (hayabusa är det japanska ordet för pilgrimsfalk).